# 植物园站 (布鲁塞尔地铁)
植物园站（法語：Botanique）是布鲁塞尔地铁2号线和6号线的车站，位于比利时布鲁塞尔首都大区圣约斯特滕诺德。

## 名称
该站得名于布鲁塞尔植物园（Jardin botanique/Kruidtuin），其为布鲁塞尔的一座公园，也是曾经的一座植物园。1939年，植物园迁至梅瑟，成为梅瑟植物园。布鲁塞尔植物园曾经的橘园大楼如今名为Le Botanique，已成为瓦隆尼亚-布鲁塞尔联邦的文化中心和音乐演出场地。